# Pozo-Lorente
Pozo-Lorente este un oraș din Spania, situat în provincia Albacete din comunitatea autonomă Castilia-La Mancha. Are o populație de 489 de locuitori (2007).